# Aaron Brown (mathématicien)
Pour les articles homonymes, voir Aaron Brown.
Aaron Winslow Brown est un mathématicien américain colauréat. avec Sebastián Hurtado-Salazar du New Horizons in Mathematics Prize en 2022.

## Biographie
Aaron Brown a obtenu sa licence au Oberlin College en 2004 et son Ph. D.  à l'université Tufts en 2011 sous la direction de Boris Hasselblatt (titre de sa thèse : Rigid measures on the Torus). Il est chercheur postdoctoral à l'université d'État de Pennsylvanie et ensuite, de 2014 à 2017, instructeur Dickson à l'université de Chicago, où il devient professeur adjoint en 2017. Depuis 2019, il est professeur associé à l'Université Northwestern.

## Recherche
Les domaines de recherche de Aaron Brown comprennent la dynamique hyperbolique, l'hyperbolicité non uniforme et la théorie ergodique lisse, en particulier l'action des grands groupes et les phénomènes de rigidité sur les réseaux associés. Il a réussi à prouver la conjecture de Zimmer dans divers cas particuliers. Parmi eux, et avec Sebastian Hurtado, le cas de l'action des réseaux cocompacts dans les groupes de matrices spéciaux linéaires, orthogonaux et symplectiques sur les nombres réels et, avec Sebastien Hurtado et David Fisher pour le groupe linéaire spécial sur les entiers et leurs sous-groupes d'indice fini.

## Distinctions
En 2022, lui et Sebastian Hurtado ont reçu le New Horizons in Mathematics Prize pour leurs travaux sur la conjecture de Zimmer. 
En 2022, il est conférencier invité au Congrès international des mathématiciens (titre de sa communication :  Lattices subgroups acting on manifolds).

## Publications récentes (sélection)
- Aaron Brown, David Fisher et Sebastian Hurtado, « Zimmer's conjecture: Subexponential growth, measure rigidity, and strong property (T) », Annals of Mathematics, vol. 196, no 3,‎ 1er novembre 2022, p. 891-940 (DOI 10.4007/annals.2022.196.3.1, lire en ligne, consulté le 20 juin 2025)

- Aaron Brown, David Fisher et Sebastian Hurtado, « Zimmer’s conjecture for actions of {\displaystyle {\rm {SL(m,\mathbb {Z} )}}} », Inventiones mathematicae, vol. 221, no 3,‎ 1er septembre 2020, p. 1001–1060 (ISSN 1432-1297, DOI 10.1007/s00222-020-00962-x, lire en ligne, consulté le 20 juin 2025)

- Aaron Brown, Federico Rodriguez Hertz et Zhiren Wang, « Smooth ergodic theory of {\displaystyle \mathbb {Z} ^{d}}-actions », Journal of Modern Dynamics, vol. 19,‎ 29 mai 2023, p. 455–540 (DOI 10.3934/jmd.2023014, lire en ligne, consulté le 20 juin 2025)